# ميرآباد امامقلي (مقاطعة فهرج)
ميرآباد امامقلي (بالفارسية: میرآباد امامقلی) هي قرية تقع في ناحية نغين كوير في إيران. يقدر عدد سكانها بـ 690 نسمة .